# Danh sách nước theo điểm cao cực trị

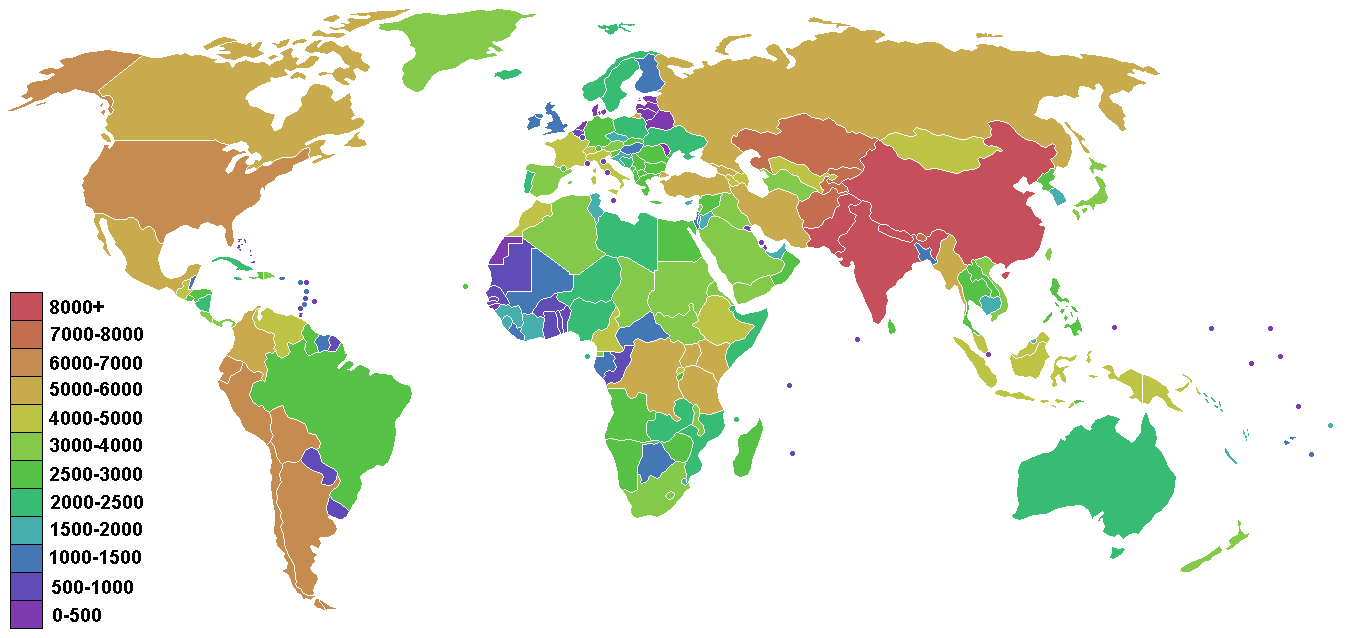
Bản đồ các quốc gia được tô màu theo điểm cao nhất

Đây là danh sách các nước và vùng lãnh thổ theo cực trị độ cao của vùng đất, tức điểm cao nhất và điểm thấp nhất của bề mặt đất.
Độ cao địa hình là khoảng cách thẳng đứng trên geoid tham chiếu, một mô hình toán học về mực nước biển của Trái Đất như là một bề mặt đẳng thế hấp dẫn.

## Bảng danh sách
| Nước / vùng lãnh thổ                              | Điểm cao nhất                                                    | Độ cao cao nhất    | Điểm thấp nhất                                                                                               | Độ cao thấp nhất | Chênh cao          |
| ------------------------------------------------- | ---------------------------------------------------------------- | ------------------ | --- | ---------------- | ------------------ |
| Trái Đất                                          | Mount Everest                                                    | 8848 m 29.029 ft   | Biển Chết | −428 m −1.404 ft | 9,276 m 30.433 ft  |
| Afghanistan                                       | Noshaq                                                           | 7492 m 24.580 ft   | Amu Darya | 258 m 846 ft     | 7234 m 23.734 ft   |
| Albania                                           | Núi Korab                                                        | 2764 m 9.068 ft    | Biển Adriatic                                                                                                | Mực nước biển    | 2764 m 9.068 ft    |
| Algérie                                           | Núi Tahat                                                        | 3003 m 9.852 ft    | Chott Melrhir                                                                                                | −40 m −131 ft    | 3043 m 9.984 ft    |
| Samoa thuộc Mỹ                                    | Núi Lata ở đảo Ta‘ū (American Samoa)                             | 966 m 3.169 ft     | Nam Thái Bình Dương                                                                                          | Mực nước biển    | 966 m 3.169 ft     |
| Andorra                                           | Coma Pedrosa                                                     | 2942 m 9.652 ft    | Gran Valira                                                                                                  | 840 m 2.756 ft   | 2102 m 6.896 ft    |
| Angola                                            | Núi Moco                                                         | 2620 m 8.596 ft    | Đại Tây Dương                                                                                                | Mực nước biển    | 2620 m 8.596 ft    |
| Anguilla                                          | Crocus Hill                                                      | 65 m 213 ft        | Biển Caribe                                                                                                  | Mực nước biển    | 65 m 213 ft        |
| Châu Nam Cực                                      | Núi Vinson                                                       | 4892 m 16.050 ft   | Hồ Deep, Vestfold Hills                                                                                      | −50 m −164 ft    | 4942 m 16.214 ft   |
| Antigua và Barbuda                                | Núi Obama ở Antigua                                              | 402 m 1.319 ft     | Biển Caribe                                                                                                  | Mực nước biển    | 402 m 1.319 ft     |
| Argentina                                         | Aconcagua                                                        | 6960 m 22.835 ft   | Laguna del Carbón                                                                                            | −105 m −344 ft   | 7065 m 23.179 ft   |
| Armenia                                           | Núi Aragats                                                      | 4090 m 13.419 ft   | Debed | 400 m 1.312 ft   | 3690 m 12.106 ft   |
| Aruba                                             | Núi Jamanota                                                     | 188 m 617 ft       | Biển Caribe                                                                                                  | Mực nước biển    | 188 m 617 ft       |
| Quần đảo Ashmore và Cartier                       | Không tên                                                        | 3 m 10 ft          | Ấn Độ Dương                                                                                                  | Mực nước biển    | 3 m 10 ft          |
| Úc                                                | Núi Kosciuszko                                                   | 2228 m 7.310 ft    | Hồ Eyre | −15 m −49 ft     | 2243 m 7.359 ft    |
| Áo                                                | Grossglockner                                                    | 3798 m 12.461 ft   | Hồ Neusiedler                                                                                                | 115 m 377 ft     | 3683 m 12.083 ft   |
| Azerbaijan                                        | Núi Bazardüzü                                                    | 4485 m 14.715 ft   | Biển Caspi                                                                                                   | −28 m −92 ft     | 4513 m 14.806 ft   |
| Bahamas                                           | Núi Alvernia ở Cat Island                                        | 63 m 207 ft        | Bắc Đại Tây Dương                                                                                            | Mực nước biển    | 63 m 207 ft        |
| Bahrain                                           | Mountain of Smoke                                                | 122 m 400 ft       | Vịnh Ba Tư                                                                                                   | Mực nước biển    | 122 m 400 ft       |
| Bangladesh                                        | Saka Haphong                                                     | 1052 m 3.451 ft    | Vịnh Bengal                                                                                                  | Mực nước biển    | 1052 m 3.451 ft    |
| Barbados                                          | Núi Hillaby                                                      | 336 m 1.102 ft     | Bắc Đại Tây Dương                                                                                            | Mực nước biển    | 336 m 1.102 ft     |
| Belarus                                           | Dzyarzhynskaya Hara                                              | 346 m 1.135 ft     | Sông Neman                                                                                                   | 90 m 295 ft      | 256 m 840 ft       |
| Bỉ                                                | Signal de Botrange                                               | 694 m 2.277 ft     | Multiple, west of Veurne 51°02′00″B 2°35′52″Đ / 51,03323°B 2,597802°Đ                                        | −4 m −13 ft      | 698 m 2.290 ft     |
| Belize                                            | Doyle's Delight                                                  | 1124 m 3.688 ft    | Biển Caribe                                                                                                  | Mực nước biển    | 1124 m 3.688 ft    |
| Bénin                                             | Mont Sokbaro                                                     | 658 m 2.159 ft     | Vịnh Benin                                                                                                   | Mực nước biển    | 658 m 2.159 ft     |
| Bermuda                                           | Town Hill                                                        | 76 m 249 ft        | Bắc Đại Tây Dương                                                                                            | Mực nước biển    | 76 m 249 ft        |
| Bhutan                                            | Gangkhar Puensum                                                 | 7570 m 24.836 ft   | Drangme Chhu                                                                                                 | 97 m 318 ft      | 7473 m 24.518 ft   |
| Bolivia                                           | Sajama                                                           | 6542 m 21.463 ft   | Sông Paraguay                                                                                                | 90 m 295 ft      | 6452 m 21.168 ft   |
| Bosna và Hercegovina                              | Núi Maglić                                                       | 2386 m 7.828 ft    | Biển Adriatic                                                                                                | Mực nước biển    | 2386 m 7.828 ft    |
| Botswana                                          | Otse Hill                                                        | 1491 m 4.892 ft    | confluence của Sông Limpopo và Sông Shashe                                                                   | 513 m 1.683 ft   | 978 m 3.209 ft     |
| Đảo Bouvet                                        | Olavtoppen                                                       | 935 m 3.068 ft     | Đại Tây Dương                                                                                                | Mực nước biển    | 935 m 3.068 ft     |
| Brasil                                            | Pico da Neblina                                                  | 2995 m 9.826 ft    | Đại Tây Dương                                                                                                | Mực nước biển    | 2995 m 9.826 ft    |
| Lãnh thổ Ấn Độ Dương (Anh)                        | Không tên ở Diego Garcia                                         | 15 m 49 ft         | Ấn Độ Dương                                                                                                  | Mực nước biển    | 15 m 49 ft         |
| Brunei                                            | Bukit Pagon                                                      | 1850 m 6.070 ft    | Biển Đông | Mực nước biển    | 1850 m 6.070 ft    |
| Bulgaria                                          | Musala                                                           | 2925 m 9.596 ft    | Biển Đen | Mực nước biển    | 2925 m 9.596 ft    |
| Burkina Faso                                      | Núi Tenakourou                                                   | 749 m 2.457 ft     | Black Volta                                                                                                  | 200 m 656 ft     | 549 m 1.801 ft     |
| Burundi                                           | Núi Heha                                                         | 2684 m 8.806 ft    | Hồ Tanganyika                                                                                                | 772 m 2.533 ft   | 1912 m 6.273 ft    |
| Campuchia                                         | Phnom Aural                                                      | 1810 m 5.938 ft    | Vịnh Thái Lan                                                                                                | Mực nước biển    | 1810 m 5.938 ft    |
| Cameroon                                          | Núi Cameroon                                                     | 4040 m 13.255 ft   | Vịnh Bonny                                                                                                   | Mực nước biển    | 4040 m 13.255 ft   |
| Canada                                            | Núi Logan                                                        | 5959 m 19.551 ft   | Bắc Đại Tây Dương Bắc Băng Dương Bắc Thái Bình Dương                                                         | Mực nước biển    | 5959 m 19.551 ft   |
| Cabo Verde                                        | Pico do Fogo                                                     | 2829 m 9.281 ft    | Bắc Đại Tây Dương                                                                                            | Mực nước biển    | 2829 m 9.281 ft    |
| Quần đảo Cayman                                   | The Bluff ở Cayman Brac                                          | 46 m 151 ft        | Biển Caribe                                                                                                  | Mực nước biển    | 46 m 151 ft        |
| Trung Phi                                         | Mont Ngaoui                                                      | 1420 m 4.659 ft    | Sông Ubangi                                                                                                  | 335 m 1.099 ft   | 1085 m 3.560 ft    |
| Tchad                                             | Emi Koussi                                                       | 3445 m 11.302 ft   | Bodélé Depression                                                                                            | 160 m 525 ft     | 3285 m 10.778 ft   |
| Chile                                             | Ojos del Salado                                                  | 6893 m 22.615 ft   | Nam Thái Bình Dương                                                                                          | Mực nước biển    | 6893 m 22.615 ft   |
| CHND Trung Hoa                                    | Mount Everest                                                    | 8848 m 29.029 ft   | Hồ Ngải Đinh (Ayding Lake)                                                                                   | −154 m −505 ft   | 9,002 m 29.534 ft  |
| Đảo Giáng Sinh                                    | Murray Hill                                                      | 361 m 1.184 ft     | Ấn Độ Dương                                                                                                  | Mực nước biển    | 361 m 1.184 ft     |
| Bản mẫu:Country data Clipperton Island Clipperton | Rocher Clipperton ở Clipperton                                   | 29 m 95 ft         | Bắc Thái Bình Dương                                                                                          | Mực nước biển    | 29 m 95 ft         |
| Quần đảo Cocos (Keeling)                          | Không tên                                                        | 5 m 16 ft          | Ấn Độ Dương                                                                                                  | Mực nước biển    | 5 m 16 ft          |
| Colombia                                          | Pico Cristóbal Colón Pico Simón Bolívar                          | 5700 m 18.701 ft   | Bắc Thái Bình Dương Biển Caribe                                                                              | Mực nước biển    | 5700 m 18.701 ft   |
| Comoros                                           | Núi Karthala ở Grande Comore                                     | 2360 m 7.743 ft    | Ấn Độ Dương                                                                                                  | Mực nước biển    | 2360 m 7.743 ft    |
| Cộng hòa Dân chủ Congo                            | Đỉnh Stanley, Đỉnh Margherita                                    | 5109 m 16.762 ft   | Đại Tây Dương                                                                                                | Mực nước biển    | 5109 m 16.762 ft   |
| Cộng hoà Congo                                    | Mont Nabeba                                                      | 1020 m 3.346 ft    | Đại Tây Dương                                                                                                | Mực nước biển    | 1020 m 3.346 ft    |
| Quần đảo Cook                                     | Te Manga ở Rarotonga                                             | 652 m 2.139 ft     | Nam Thái Bình Dương                                                                                          | Mực nước biển    | 652 m 2.139 ft     |
| Quần đảo Biển San hô                              | Không tên ở Cato Island                                          | 29 m 95 ft         | Nam Thái Bình Dương                                                                                          | Mực nước biển    | 29 m 95 ft         |
| Costa Rica                                        | Cerro Chirripó                                                   | 3820 m 12.533 ft   | Bắc Thái Bình Dương Biển Caribe                                                                              | Mực nước biển    | 3820 m 12.533 ft   |
| Bờ Biển Ngà                                       | Mont Nimba                                                       | 1752 m 5.748 ft    | Vịnh Guinea                                                                                                  | Mực nước biển    | 1752 m 5.748 ft    |
| Croatia                                           | Dinara                                                           | 1831 m 6.007 ft    | Biển Adriatic                                                                                                | Mực nước biển    | 1831 m 6.007 ft    |
| Cuba                                              | Pico Turquino                                                    | 1974 m 6.476 ft    | Biển Caribe                                                                                                  | Mực nước biển    | 1974 m 6.476 ft    |
| Curaçao                                           | Christoffelberg                                                  | 375 m 1.230 ft     | Biển Caribe                                                                                                  | Mực nước biển    | 375 m 1.230 ft     |
| Síp                                               | Núi Olympus                                                      | 1951 m 6.401 ft    | Địa Trung Hải                                                                                                | Mực nước biển    | 1951 m 6.401 ft    |
| Cộng hòa Séc                                      | Sněžka                                                           | 1603 m 5.259 ft    | Elbe | 115 m 377 ft     | 1487 m 4.879 ft    |
| Đan Mạch                                          | Møllehøj                                                         | 171 m 561 ft       | Lammefjord                                                                                                   | −7 m −23 ft      | 178 m 584 ft       |
| Djibouti                                          | Mousa Ali                                                        | 2028 m 6.654 ft    | Hồ Asal | −155 m −509 ft   | 2183 m 7.162 ft    |
| Dominica                                          | Morne Diablotins                                                 | 1447 m 4.747 ft    | Biển Caribe                                                                                                  | Mực nước biển    | 1447 m 4.747 ft    |
| Cộng hòa Dominica                                 | Pico Duarte                                                      | 3098 m 10.164 ft   | Lago Enriquillo on Hispaniola                                                                                | −45 m −148 ft    | 3143 m 10.312 ft   |
| Ecuador                                           | Chimborazo                                                       | 6267 m 20.561 ft   | Thái Bình Dương                                                                                              | Mực nước biển    | 6267 m 20.561 ft   |
| Ai Cập                                            | Núi Catherine                                                    | 2629 m 8.625 ft    | Qattara Depression                                                                                           | −133 m −436 ft   | 2762 m 9.062 ft    |
| El Salvador                                       | Cerro El Pital                                                   | 2730 m 8.957 ft    | Bắc Thái Bình Dương                                                                                          | Mực nước biển    | 2730 m 8.957 ft    |
| Guinea Xích Đạo                                   | Pico Basile ở Bioko                                              | 3008 m 9.869 ft    | Bắc Đại Tây Dương                                                                                            | Mực nước biển    | 3008 m 9.869 ft    |
| Eritrea                                           | Emba Soira                                                       | 3018 m 9.902 ft    | Hồ Kulul | −75 m −246 ft    | 3093 m 10.148 ft   |
| Estonia                                           | Suur Munamägi                                                    | 318 m 1.043 ft     | Biển Baltic                                                                                                  | Mực nước biển    | 318 m 1.043 ft     |
| Ethiopia                                          | Ras Dejen                                                        | 4550 m 14.928 ft   | Danakil Depression                                                                                           | −125 m −410 ft   | 4675 m 15.338 ft   |
| Quần đảo Falkland                                 | Núi Usborne ở East Falkland                                      | 705 m 2.313 ft     | Đại Tây Dương                                                                                                | Mực nước biển    | 705 m 2.313 ft     |
| Quần đảo Faroe                                    | Slættaratindur ở Eysturoy                                        | 880 m 2.887 ft     | Bắc Đại Tây Dương                                                                                            | Mực nước biển    | 880 m 2.887 ft     |
| Fiji                                              | Tomanivi ở Viti Levu                                             | 1324 m 4.344 ft    | Nam Thái Bình Dương                                                                                          | Mực nước biển    | 1324 m 4.344 ft    |
| Phần Lan                                          | Halti                                                            | 1324 m 4.344 ft    | Biển Baltic                                                                                                  | Mực nước biển    | 1324 m 4.344 ft    |
| Pháp                                              | Mont Blanc                                                       | 4810 m 15.781 ft   | Étang de Lavalduc                                                                                            | −10 m −33 ft     | 4820 m 15.814 ft   |
| Guyane thuộc Pháp                                 | Bellevue de l'Inini                                              | 851 m 2.792 ft     | Bắc Đại Tây Dương                                                                                            | Mực nước biển    | 851 m 2.792 ft     |
| Polynésie thuộc Pháp                              | Mont Orohena                                                     | 2241 m 7.352 ft    | Nam Thái Bình Dương                                                                                          | Mực nước biển    | 2241 m 7.352 ft    |
| Vùng đất phía Nam và châu Nam Cực thuộc Pháp      | Mont Ross ở Kerguelen Islands                                    | 1850 m 6.070 ft    | Ấn Độ Dương                                                                                                  | Mực nước biển    | 1850 m 6.070 ft    |
| Gabon                                             | Mont Bengoué                                                     | 1070 m 3.510 ft    | Đại Tây Dương                                                                                                | Mực nước biển    | 1070 m 3.510 ft    |
| Gambia                                            | Red Rock                                                         | 53 m 174 ft        | Bắc Đại Tây Dương                                                                                            | Mực nước biển    | 53 m 174 ft        |
| Gruzia                                            | Shkhara                                                          | 5201 m 17.064 ft   | Biển Đen | Mực nước biển    | 5201 m 17.064 ft   |
| Đức                                               | Zugspitze                                                        | 2962 m 9.718 ft    | Neuendorf-Sachsenbande                                                                                       | −4 m −12 ft      | 2966 m 9.729 ft    |
| Ghana                                             | Núi Afadjato                                                     | 880 m 2.887 ft     | Vịnh Guinea                                                                                                  | Mực nước biển    | 880 m 2.887 ft     |
| Gibraltar                                         | Rock of Gibraltar                                                | 426 m 1.398 ft     | Eo biển Gibraltar                                                                                            | Mực nước biển    | 426 m 1.398 ft     |
| Hy Lạp                                            | Núi Olympus                                                      | 2919 m 9.577 ft    | Địa Trung Hải                                                                                                | Mực nước biển    | 2919 m 9.577 ft    |
| Greenland                                         | Gunnbjørn Fjeld on Greenland                                     | 3700 m 12.139 ft   | Bắc Băng Dương Bắc Đại Tây Dương                                                                             | Mực nước biển    | 3700 m 12.139 ft   |
| Grenada                                           | Núi Saint Catherine                                              | 840 m 2.756 ft     | Biển Caribe                                                                                                  | Mực nước biển    | 840 m 2.756 ft     |
| Guadeloupe                                        | La Grande Soufrière ở Basse-Terre Island                         | 1484 m 4.869 ft    | Biển Caribe                                                                                                  | Mực nước biển    | 1484 m 4.869 ft    |
| Guam                                              | Núi Lamlam on Guam                                               | 406 m 1.332 ft     | Bắc Thái Bình Dương                                                                                          | Mực nước biển    | 406 m 1.332 ft     |
| Guatemala                                         | Volcán Tajumulco                                                 | 4220 m 13.845 ft   | Bắc Thái Bình Dương Biển Caribe                                                                              | Mực nước biển    | 4220 m 13.845 ft   |
| Guernsey                                          | Le Moulin                                                        | 114 m 374 ft       | English Channel                                                                                              | Mực nước biển    | 114 m 374 ft       |
| Guinée                                            | Mont Nimba                                                       | 1752 m 5.748 ft    | Bắc Đại Tây Dương                                                                                            | Mực nước biển    | 1752 m 5.748 ft    |
| Guiné-Bissau                                      | Không tên ở rìa đông bắc nước                                    | 300 m 984 ft       | Bắc Đại Tây Dương                                                                                            | Mực nước biển    | 300 m 984 ft       |
| Guyana                                            | Núi Roraima                                                      | 2750 m 9.022 ft    | Bắc Đại Tây Dương                                                                                            | Mực nước biển    | 2750 m 9.022 ft    |
| Haiti                                             | Pic la Selle                                                     | 2680 m 8.793 ft    | Biển Caribe                                                                                                  | Mực nước biển    | 2680 m 8.793 ft    |
| Đảo Heard và quần đảo McDonald                    | Đỉnh Mawson                                                      | 2745 m 9.006 ft    | Ấn Độ Dương                                                                                                  | Mực nước biển    | 2745 m 9.006 ft    |
| Honduras                                          | Cerro Las Minas                                                  | 2870 m 9.416 ft    | Biển Caribe Bắc Thái Bình Dương                                                                              | Mực nước biển    | 2870 m 9.416 ft    |
| Hồng Kông                                         | Tai Mo Shan                                                      | 958 m 3.143 ft     | Biển Đông | Mực nước biển    | 958 m 3.143 ft     |
| Hungary                                           | Kékes                                                            | 1014 m 3.327 ft    | Tisza | 76 m 249 ft      | 938 m 3.077 ft     |
| Iceland                                           | Hvannadalshnúkur                                                 | 2110 m 6.921 ft    | Bắc Đại Tây Dương                                                                                            | Mực nước biển    | 2110 m 6.921 ft    |
| Ấn Độ                                             | Kangchenjunga                                                    | 8586 m 28.169 ft   | Kuttanad | −2 m −7 ft       | 8588 m 28.177 ft   |
| Indonesia                                         | Puncak Jaya                                                      | 4884 m 16.024 ft   | Ấn Độ Dương Nam Thái Bình Dương                                                                              | Mực nước biển    | 4884 m 16.024 ft   |
| Iran                                              | Núi Damavand                                                     | 5610 m 18.406 ft   | Biển Caspi                                                                                                   | −28 m −92 ft     | 5638 m 18.497 ft   |
| Iraq                                              | Cheekha Dar                                                      | 3611 m 11.847 ft   | Vịnh Ba Tư                                                                                                   | Mực nước biển    | 3611 m 11.847 ft   |
| Ireland                                           | Carrauntoohil                                                    | 1038 m 3.406 ft    | North Slob ở Ireland                                                                                         | −3 m −10 ft      | 1038 m 3.406 ft    |
| Đảo Man                                           | Snaefell                                                         | 621 m 2.037 ft     | Biển Ireland                                                                                                 | Mực nước biển    | 621 m 2.037 ft     |
| Israel                                            | Núi Meron (Núi Hermon nếu tính cả Cao nguyên Golan)              | 1208 m 3.963 ft    | Biển Chết | −428 m −1.404 ft | 1636 m 5.367 ft    |
| Ý                                                 | Monte Bianco                                                     | 4810 m 15.781 ft   | Jolanda di Savoia                                                                                            | −3 m −10 ft      | 4813 m 15.791 ft   |
| Jamaica                                           | Đỉnh Blue Mountain                                               | 2256 m 7.402 ft    | Biển Caribe                                                                                                  | Mực nước biển    | 2256 m 7.402 ft    |
| Nhật Bản                                          | Núi Phú Sĩ ở Honshu                                              | 3776 m 12.388 ft   | Hachiro-gata ở Honshu                                                                                        | −4 m −13 ft      | 3780 m 12.402 ft   |
| Jersey                                            | Les Platons                                                      | 143 m 469 ft       | English Channel                                                                                              | Mực nước biển    | 143 m 469 ft       |
| Jordan                                            | Jabal Umm ad Dami                                                | 1854 m 6.083 ft    | Biển Chết | −428 m −1.404 ft | 2276 m 7.467 ft    |
| Kazakhstan                                        | Khan Tengri                                                      | 7010 m 22.999 ft   | Karagiye Depression                                                                                          | −132 m −433 ft   | 7142 m 23.432 ft   |
| Kenya                                             | Núi Kenya                                                        | 5199 m 17.057 ft   | Ấn Độ Dương                                                                                                  | Mực nước biển    | 5199 m 17.057 ft   |
| Kiribati                                          | Không tên ở Banaba                                               | 81 m 266 ft        | Thái Bình Dương                                                                                              | Mực nước biển    | 81 m 266 ft        |
| CHDCND Triều Tiên                                 | Núi Trường Bạch                                                  | 2744 m 9.003 ft    | Biển Nhật Bản Hoàng Hải                                                                                      | Mực nước biển    | 2744 m 9.003 ft    |
| Hàn Quốc                                          | Halla-san ở Đảo Jeju (Jejudo)                                    | 1950 m 6.398 ft    | Biển Nhật Bản Hoàng Hải                                                                                      | Mực nước biển    | 1950 m 6.398 ft    |
| Kosovo                                            | Đeravica                                                         | 2656 m 8.714 ft    | White Drin                                                                                                   | 297 m 974 ft     | 2359 m 7.740 ft    |
| Kuwait                                            | Mutla Ridge                                                      | 306 m 1.004 ft     | Vịnh Ba Tư                                                                                                   | Mực nước biển    | 306 m 1.004 ft     |
| Kyrgyzstan                                        | Jengish Chokusu                                                  | 7439 m 24.406 ft   | Kara Darya                                                                                                   | 435 m 1.427 ft   | 7004 m 22.979 ft   |
| Lào                                               | Phou Bia                                                         | 2817 m 9.242 ft    | Mekong | 70 m 230 ft      | 2747 m 9.012 ft    |
| Latvia                                            | Gaiziņkalns                                                      | 312 m 1.024 ft     | Biển Baltic                                                                                                  | Mực nước biển    | 312 m 1.024 ft     |
| Liban                                             | Qurnat as Sawda'                                                 | 3088 m 10.131 ft   | Địa Trung Hải                                                                                                | Mực nước biển    | 3088 m 10.131 ft   |
| Lesotho                                           | Thabana Ntlenyana                                                | 3482 m 11.424 ft   | confluence của Sông Orange và Sông Makhaleng                                                                 | 1400 m 4.593 ft  | 2082 m 6.831 ft    |
| Liberia                                           | Núi Wuteve                                                       | 1440 m 4.724 ft    | Bắc Đại Tây Dương                                                                                            | Mực nước biển    | 1440 m 4.724 ft    |
| Libya                                             | Bikku Bitti                                                      | 2267 m 7.438 ft    | Sabkhat Ghuzayyil                                                                                            | −47 m −154 ft    | 2314 m 7.592 ft    |
| Liechtenstein                                     | Grauspitz                                                        | 2599 m 8.527 ft    | Rhine | 430 m 1.411 ft   | 2169 m 7.116 ft    |
| Litva                                             | Aukštojas Hill                                                   | 294 m 964 ft       | Nemunas Delta                                                                                                | −5 m −16 ft      | 295 m 968 ft       |
| Luxembourg                                        | Kneiff                                                           | 560 m 1.837 ft     | Sông Moselle                                                                                                 | 133 m 436 ft     | 427 m 1.401 ft     |
| Ma Cao                                            | Coloane Alto ở Gau Ou Saan                                       | 172 m 564 ft       | Biển Đông | Mực nước biển    | 172 m 564 ft       |
| Bắc Macedonia                                     | Golem Korab                                                      | 2764 m 9.068 ft    | Vardar | 50 m 164 ft      | 2714 m 8.904 ft    |
| Madagascar                                        | Maromokotro ở Madagascar                                         | 2876 m 9.436 ft    | Ấn Độ Dương                                                                                                  | Mực nước biển    | 2876 m 9.436 ft    |
| Malawi                                            | Núi Mulanje                                                      | 3002 m 9.849 ft    | Sông Shire                                                                                                   | 37 m 121 ft      | 2965 m 9.728 ft    |
| Malaysia                                          | Núi Kinabalu ở Borneo                                            | 4095 m 13.435 ft   | Biển Đông Ấn Độ Dương                                                                                        | Mực nước biển    | 4095 m 13.435 ft   |
| Maldives                                          | Núi Villingili ở Villingili                                      | 2 m 8 ft           | Ấn Độ Dương                                                                                                  | Mực nước biển    | 2 m 8 ft           |
| Mali                                              | Hombori Tondo                                                    | 1155 m 3.789 ft    | Sông Sénégal                                                                                                 | 23 m 75 ft       | 1132 m 3.714 ft    |
| Malta                                             | Ta'Dmejrek ở Malta Island                                        | 253 m 830 ft       | Địa Trung Hải                                                                                                | Mực nước biển    | 253 m 830 ft       |
| Quần đảo Marshall                                 | Không tên ở Likiep                                               | 10 m 33 ft         | Bắc Thái Bình Dương                                                                                          | Mực nước biển    | 10 m 33 ft         |
| Martinique                                        | Núi Pelée                                                        | 1397 m 4.583 ft    | Biển Caribe                                                                                                  | Mực nước biển    | 1397 m 4.583 ft    |
| Mauritanie                                        | Kediet ej Jill                                                   | 915 m 3.002 ft     | Sebkha de Ndrhamcha                                                                                          | −5 m −16 ft      | 920 m 3.018 ft     |
| Mauritius                                         | Piton de la Petite Rivière Noire                                 | 828 m 2.717 ft     | Ấn Độ Dương                                                                                                  | Mực nước biển    | 828 m 2.717 ft     |
| Mayotte                                           | Benara ở Mahoré                                                  | 660 m 2.165 ft     | Eo biển Mozambique                                                                                           | Mực nước biển    | 660 m 2.165 ft     |
| México                                            | Volcán Citlaltépetl (Pico de Orizaba)                            | 5636 m 18.491 ft   | Laguna Salada                                                                                                | −10 m −33 ft     | 5646 m 18.524 ft   |
| Liên bang Micronesia                              | Nanlaud ở Pohnpei                                                | 782 m 2.566 ft     | Bắc Thái Bình Dương                                                                                          | Mực nước biển    | 782 m 2.566 ft     |
| Moldova                                           | Bălănești Hill                                                   | 430 m 1.411 ft     | Dniester | 2 m 7 ft         | 428 m 1.404 ft     |
| Monaco                                            | along Chemin des Révoires ở Mont Agel                            | 161 m 528 ft       | Địa Trung Hải                                                                                                | Mực nước biển    | 161 m 528 ft       |
| Mông Cổ                                           | Đỉnh Khüiten                                                     | 4374 m 14.350 ft   | Hoh Nuur | 518 m 1.699 ft   | 3856 m 12.651 ft   |
| Montenegro                                        | Zla Kolata                                                       | 2534 m 8.314 ft    | Biển Adriatic                                                                                                | Mực nước biển    | 2534 m 8.314 ft    |
| Montserrat                                        | Đỉnh Chances                                                     | 915 m 3.002 ft     | Biển Caribe                                                                                                  | Mực nước biển    | 915 m 3.002 ft     |
| Maroc                                             | Jbel Toubkal                                                     | 4165 m 13.665 ft   | Sebkha Tah                                                                                                   | −55 m −180 ft    | 4220 m 13.845 ft   |
| Mozambique                                        | Monte Binga                                                      | 2436 m 7.992 ft    | Eo biển Mozambique                                                                                           | Mực nước biển    | 2436 m 7.992 ft    |
| Myanmar                                           | Hkakabo Razi                                                     | 5881 m 19.295 ft   | Ấn Độ Dương                                                                                                  | Mực nước biển    | 5881 m 19.295 ft   |
| Namibia                                           | Königstein                                                       | 2573 m 8.442 ft    | Đại Tây Dương                                                                                                | Mực nước biển    | 2573 m 8.442 ft    |
| Nauru                                             | Command Ridge                                                    | 71 m 233 ft        | Nam Thái Bình Dương                                                                                          | Mực nước biển    | 71 m 233 ft        |
| Đảo Navassa                                       | Không tên                                                        | 77 m 253 ft        | Biển Caribe                                                                                                  | Mực nước biển    | 77 m 253 ft        |
| Nepal                                             | Mount Everest                                                    | 8848 m 29.029 ft   | Kanchan Kalan                                                                                                | 70 m 230 ft      | 8778 m 28.799 ft   |
| Hà Lan                                            | Núi Scenery ở Saba                                               | 887 m 2.910 ft     | Vergeten Plek, ở Zuidplaspolder gần Waddinxveen                                                              | −7 m −22 ft      | 894 m 2.932 ft     |
| Nouvelle-Calédonie                                | Mont Panié                                                       | 1628 m 5.341 ft    | Biển San Hô                                                                                                  | Mực nước biển    | 1628 m 5.341 ft    |
| New Zealand                                       | Aoraki/Núi Cook ở South Island                                   | 3724 m 12.218 ft   | Taieri Plains                                                                                                | −2 m −7 ft       | 3726 m 12.224 ft   |
| Nicaragua                                         | Mogoton                                                          | 2107 m 6.913 ft    | Bắc Thái Bình Dương Biển Caribe                                                                              | Mực nước biển    | 2107 m 6.913 ft    |
| Niger                                             | Mont Idoukal-n-Taghès                                            | 2022 m 6.634 ft    | Sông Niger                                                                                                   | 200 m 656 ft     | 1822 m 5.978 ft    |
| Nigeria                                           | Chappal Waddi                                                    | 2419 m 7.936 ft    | Không tên ở Lagos Island                                                                                     | −0,2 m −0,7 ft   | 2419 m 7.937 ft    |
| Niue                                              | Không tên ở gần Mutalau tại Niue                                 | 68 m 223 ft        | Nam Thái Bình Dương                                                                                          | Mực nước biển    | 68 m 223 ft        |
| Đảo Norfolk                                       | Núi Bates                                                        | 319 m 1.047 ft     | Nam Thái Bình Dương                                                                                          | Mực nước biển    | 319 m 1.047 ft     |
| Quần đảo Bắc Mariana                              | Núi Agrihan ở Agrihan                                            | 965 m 3.166 ft     | Bắc Thái Bình Dương                                                                                          | Mực nước biển    | 965 m 3.166 ft     |
| Na Uy                                             | Galdhøpiggen                                                     | 2469 m 8.100 ft    | Biển Na Uy                                                                                                   | Mực nước biển    | 2469 m 8.100 ft    |
| Oman                                              | Jabal Shams                                                      | 3009 m 9.872 ft    | Biển Ả Rập                                                                                                   | Mực nước biển    | 3009 m 9.872 ft    |
| Pakistan                                          | K2                                                               | 8611 m 28.251 ft   | Biển Ả Rập                                                                                                   | Mực nước biển    | 8611 m 28.251 ft   |
| Palau                                             | Núi Ngerchelchuus ở Babeldaob                                    | 242 m 794 ft       | Bắc Thái Bình Dương                                                                                          | Mực nước biển    | 242 m 794 ft       |
| Palestine                                         | Núi Nabi Yunis                                                   | 1030 m 3.379 ft    | Biển Chết | −428 m −1.404 ft | 1444 m 4.738 ft    |
| Panama                                            | Volcán Barú                                                      | 3475 m 11.401 ft   | Bắc Thái Bình Dương Biển Caribe                                                                              | Mực nước biển    | 3475 m 11.401 ft   |
| Papua New Guinea                                  | Núi Wilhelm                                                      | 4509 m 14.793 ft   | Nam Thái Bình Dương                                                                                          | Mực nước biển    | 4509 m 14.793 ft   |
| Paraguay                                          | Cerro Peró                                                       | 842 m 2.762 ft     | Sông Paraguay                                                                                                | 46 m 151 ft      | 796 m 2.612 ft     |
| Perú                                              | Huascarán                                                        | 6768 m 22.205 ft   | Bayóvar Depression                                                                                           | −34 m −112 ft    | 6802 m 22.316 ft   |
| Philippines                                       | Núi Apo ở Mindanao                                               | 2954 m 9.692 ft    | Biển Philippines Biển Đông                                                                                   | Mực nước biển    | 2954 m 9.692 ft    |
| Quần đảo Pitcairn                                 | Pawala Valley Ridge                                              | 347 m 1.138 ft     | Nam Thái Bình Dương                                                                                          | Mực nước biển    | 347 m 1.138 ft     |
| Ba Lan                                            | Northwestern peak of Rysy                                        | 2499 m 8.199 ft    | Żuławy Wiślane                                                                                               | −2 m −6 ft       | 2504 m 8.215 ft    |
| Bồ Đào Nha                                        | Ponta do Pico ở Pico Island                                      | 2351 m 7.713 ft    | Bắc Đại Tây Dương                                                                                            | Mực nước biển    | 2351 m 7.713 ft    |
| Puerto Rico                                       | Cerro de Punta                                                   | 1338 m 4.390 ft    | Biển Caribe                                                                                                  | Mực nước biển    | 1338 m 4.390 ft    |
| Qatar                                             | Qurayn Abu al Bawl                                               | 103 m 338 ft       | Vịnh Ba Tư                                                                                                   | Mực nước biển    | 103 m 338 ft       |
| Réunion                                           | Piton des Neiges                                                 | 3069 m 10.069 ft   | Ấn Độ Dương                                                                                                  | Mực nước biển    | 3069 m 10.069 ft   |
| România                                           | Moldoveanu                                                       | 2544 m 8.346 ft    | Biển Đen | Mực nước biển    | 2544 m 8.346 ft    |
| Nga                                               | Núi Elbrus                                                       | 5642 m 18.510 ft   | Biển Caspi                                                                                                   | −28 m −92 ft     | 5670 m 18.602 ft   |
| Rwanda                                            | Núi Karisimbi                                                    | 4507 m 14.787 ft   | Sông Ruzizi                                                                                                  | 950 m 3.117 ft   | 3557 m 11.670 ft   |
| Western Sahara (SADR)                             | Không tên                                                        | 605 m 1.985 ft     | Sebjet Tah                                                                                                   | −55 m −180 ft    | 660 m 2.165 ft     |
| Saint-Barthélemy                                  | Morne du Vitet                                                   | 286 m 938 ft       | Biển Caribe                                                                                                  | Mực nước biển    | 286 m 938 ft       |
| Saint Helena                                      | Queen Mary's Peak ở Tristan da Cunha                             | 2060 m 6.759 ft    | Đại Tây Dương                                                                                                | Mực nước biển    | 2060 m 6.759 ft    |
| Saint Kitts và Nevis                              | Núi Liamuiga ở Saint Kitts                                       | 1156 m 3.793 ft    | Biển Caribe                                                                                                  | Mực nước biển    | 1156 m 3.793 ft    |
| Saint Lucia                                       | Núi Gimie                                                        | 950 m 3.117 ft     | Biển Caribe                                                                                                  | Mực nước biển    | 950 m 3.117 ft     |
| Saint-Martin                                      | Pic Paradis ở Saint Martin                                       | 424 m 1.391 ft     | Biển Caribe                                                                                                  | Mực nước biển    | 424 m 1.391 ft     |
| Saint-Pierre và Miquelon                          | Morne de la Grande Montagne ở Miquelon                           | 240 m 787 ft       | Bắc Đại Tây Dương                                                                                            | Mực nước biển    | 240 m 787 ft       |
| Saint Vincent và Grenadines                       | La Soufrière                                                     | 1234 m 4.049 ft    | Biển Caribe                                                                                                  | Mực nước biển    | 1234 m 4.049 ft    |
| Samoa                                             | Mauga Silisili ở Savai'i                                         | 1857 m 6.093 ft    | Nam Thái Bình Dương                                                                                          | Mực nước biển    | 1857 m 6.093 ft    |
| San Marino                                        | Monte Titano                                                     | 755 m 2.477 ft     | Sông Ausa | 55 m 180 ft      | 700 m 2.297 ft     |
| São Tomé và Príncipe                              | Pico de São Tomé ở São Tomé Island                               | 2024 m 6.640 ft    | Vịnh Guinea                                                                                                  | Mực nước biển    | 2024 m 6.640 ft    |
| Ả Rập Xê Út                                       | Jabal Sawda                                                      | 3000 m 9.843 ft    | Vịnh Ba Tư Biển Đỏ                                                                                           | Mực nước biển    | 3000 m 9.843 ft    |
| Sénégal                                           | Không tên ở 2.7 km đông nam Nepen Diakha                         | 648 m 2.126 ft     | Bắc Đại Tây Dương                                                                                            | Mực nước biển    | 648 m 2.126 ft     |
| Serbia                                            | Midžor (Đeravica when Kosovo is considered as part of Serbia)    | 2169 m 7.116 ft    | Iron Gate | 28 m 92 ft       | 2141 m 7.024 ft    |
| Seychelles                                        | Morne Seychellois ở Mahé                                         | 905 m 2.969 ft     | Ấn Độ Dương                                                                                                  | Mực nước biển    | 905 m 2.969 ft     |
| Sierra Leone                                      | Núi Bintumani                                                    | 1948 m 6.391 ft    | Bắc Đại Tây Dương                                                                                            | Mực nước biển    | 1948 m 6.391 ft    |
| Singapore                                         | Bukit Timah Hill                                                 | 164 m 537 ft       | Eo biển Singapore                                                                                            | Mực nước biển    | 164 m 537 ft       |
| Sint Maarten                                      | 200 m SW from Flagstaff Peak (summit is wholly in Saint Martin.) | 383 m 1.257 ft     | Biển Caribe                                                                                                  | Mực nước biển    | 383 m 1.257 ft     |
| Slovakia                                          | Gerlachovský štít                                                | 2655 m 8.711 ft    | Bodrog | 94 m 308 ft      | 2561 m 8.402 ft    |
| Slovenia                                          | Triglav                                                          | 2864 m 9.396 ft    | Biển Adriatic                                                                                                | Mực nước biển    | 2864 m 9.396 ft    |
| Quần đảo Solomon                                  | Đỉnh Popomanaseu ở Guadalcanal                                   | 2335 m 7.661 ft    | Nam Thái Bình Dương                                                                                          | Mực nước biển    | 2335 m 7.661 ft    |
| Somalia                                           | Shimbiris                                                        | 2450 m 8.038 ft    | Ấn Độ Dương                                                                                                  | Mực nước biển    | 2450 m 8.038 ft    |
| Nam Phi                                           | Mafadi                                                           | 3450 m 11.319 ft   | Đại Tây Dương Ấn Độ Dương                                                                                    | Mực nước biển    | 3450 m 11.319 ft   |
| Nam Georgia và Quần đảo Nam Sandwich              | Núi Paget                                                        | 2934 m 9.626 ft    | Đại Tây Dương                                                                                                | Mực nước biển    | 2934 m 9.626 ft    |
| Nam Sudan                                         | Kinyeti                                                          | 3187 m 10.456 ft   | White Nile                                                                                                   | 350 m 1.148 ft   | 2837 m 9.308 ft    |
| Tây Ban Nha                                       | Teide on Tenerife                                                | 3718 m 12.198 ft   | Bắc Đại Tây Dương Địa Trung Hải                                                                              | Mực nước biển    | 3718 m 12.198 ft   |
| Quần đảo Trường Sa (Spratly Islands)              | Không tên ở Southwest Cay                                        | 4 m 13 ft          | Biển Đông | Mực nước biển    | 4 m 13 ft          |
| Sri Lanka                                         | Pidurutalagala ở Sri Lanka                                       | 2524 m 8.281 ft    | Ấn Độ Dương                                                                                                  | Mực nước biển    | 2524 m 8.281 ft    |
| Sudan                                             | Deriba Caldera                                                   | 3042 m 9.980 ft    | Biển Đỏ | Mực nước biển    | 3042 m 9.980 ft    |
| Suriname                                          | Juliana Top                                                      | 1230 m 4.035 ft    | Bắc Đại Tây Dương                                                                                            | Mực nước biển    | 1230 m 4.035 ft    |
| Svalbard and Jan Mayen                            | Haakon VII Toppen                                                | 2277 m 7.470 ft    | Biển Na Uy                                                                                                   | Mực nước biển    | 2277 m 7.470 ft    |
| Eswatini                                          | Emlembe                                                          | 1862 m 6.109 ft    | Sông Maputo                                                                                                  | 21 m 69 ft       | 1841 m 6.040 ft    |
| Thụy Điển                                         | Kebnekaise                                                       | 2104 m 6.903 ft    | Kristianstad                                                                                                 | −2 m −8 ft       | 2106 m 6.911 ft    |
| Thụy Sĩ                                           | Dufourspitze (Monte Rosa)                                        | 4634 m 15.203 ft   | Hồ Maggiore                                                                                                  | 193 m 633 ft     | 4441 m 14.570 ft   |
| Syria                                             | Jabal el-Sheikh                                                  | 2814 m 9.232 ft    | Bờ đông bắc Biển hồ Galilee trên Cao nguyên Golan (Theo quan điểm của Syri; Xem Lãnh thổ Israeli chiếm đóng) | −214 m −702 ft   | 2814 m 9.232 ft    |
| Đài Loan                                          | Ngọc Sơn                                                         | 3952 m 12.966 ft   | Biển Đông | Mực nước biển    | 3952 m 12.966 ft   |
| Tajikistan                                        | Đỉnh Ismoil Somoni                                               | 7495 m 24.590 ft   | Syr Darya | 300 m 984 ft     | 7195 m 23.606 ft   |
| Tanzania                                          | Kilimanjaro                                                      | 5892 m 19.331 ft   | Ấn Độ Dương                                                                                                  | Mực nước biển    | 5892 m 19.331 ft   |
| Thái Lan                                          | Doi Inthanon                                                     | 2565 m 8.415 ft    | Vịnh Thái Lan Biển Andaman                                                                                   | Mực nước biển    | 2565 m 8.415 ft    |
| Đông Timor                                        | Núi Ramelau ở Timor                                              | 2963 m 9.721 ft    | Biển Timor                                                                                                   | Mực nước biển    | 2963 m 9.721 ft    |
| Togo                                              | Mont Agou                                                        | 986 m 3.235 ft     | Vịnh Benin                                                                                                   | Mực nước biển    | 986 m 3.235 ft     |
| Tokelau                                           | Không tên                                                        | 5 m 16 ft          | Nam Thái Bình Dương                                                                                          | Mực nước biển    | 5 m 16 ft          |
| Tonga                                             | Vị trí không tên ở Kao                                           | 1033 m 3.389 ft    | Nam Thái Bình Dương                                                                                          | Mực nước biển    | 1033 m 3.389 ft    |
| Trinidad và Tobago                                | El Cerro del Aripo ở Trinidad                                    | 940 m 3.084 ft     | Biển Caribe                                                                                                  | Mực nước biển    | 940 m 3.084 ft     |
| Tunisia                                           | Jebel ech Chambi                                                 | 1544 m 5.066 ft    | Shatt al Gharsah                                                                                             | −17 m −56 ft     | 1561 m 5.121 ft    |
| Thổ Nhĩ Kỳ                                        | Núi Ararat                                                       | 5137 m 16.854 ft   | Địa Trung Hải Biển Đen                                                                                       | Mực nước biển    | 5137 m 16.854 ft   |
| Turkmenistan                                      | Aýrybaba                                                         | 3139 m 10.299 ft   | Vpadina Akchanaya                                                                                            | −81 m −266 ft    | 3220 m 10.564 ft   |
| Quần đảo Turks và Caicos                          | Blue Hills ở Providenciales                                      | 49 m 161 ft        | Bắc Đại Tây Dương                                                                                            | Mực nước biển    | 49 m 161 ft        |
| Tuvalu                                            | Không tên                                                        | 5 m 15 ft          | Nam Thái Bình Dương                                                                                          | Mực nước biển    | 5 m 15 ft          |
| Uganda                                            | Đỉnh Stanley, Đỉnh Margherita                                    | 5109 m 16.762 ft   | Albert Nile                                                                                                  | 621 m 2.037 ft   | 4488 m 14.724 ft   |
| Ukraina                                           | Hoverla                                                          | 2061 m 6.762 ft    | Cửa sông Kuyalnik (Estuary)                                                                                  | −5 m −16 ft      | 2066 m 6.778 ft    |
| UAE                                               | Không tên ở tây Jabal Bil Ays                                    | 1910 m 6.266 ft    | Vịnh Ba Tư Vịnh Oman                                                                                         | Mực nước biển    | 1910 m 6.266 ft    |
| Anh Quốc                                          | Ben Nevis                                                        | 1345 m 4.413 ft    | The Fens | −4 m −13 ft      | 1349 m 4.426 ft    |
| Hoa Kỳ                                            | Denali                                                           | 6190.5 m 20.310 ft | Badwater Basin                                                                                               | −85,0 m −279 ft  | 6275.5 m 20.589 ft |
| United States Minor Outlying Islands              | Đồi không tên ở Rạn san hô Midway                                | 13 m 43 ft         | Thái Bình Dương                                                                                              | Mực nước biển    | 13 m 43 ft         |
| Uruguay                                           | Cerro Catedral                                                   | 514 m 1.685 ft     | Đại Tây Dương                                                                                                | Mực nước biển    | 514 m 1.685 ft     |
| Uzbekistan                                        | Khazret Sultan                                                   | 4643 m 15.233 ft   | Hồ Sarygamysh (Sariqarnish Kuli)                                                                             | −12 m −39 ft     | 4655 m 15.272 ft   |
| Vanuatu                                           | Núi Tabwemasana ở Espiritu Santo                                 | 1877 m 6.158 ft    | Nam Thái Bình Dương                                                                                          | Mực nước biển    | 1877 m 6.158 ft    |
| Thành Vatican                                     | Vatican Hill                                                     | 75 m 246 ft        | Quảng trường Thánh Phêrô (Saint Peter's Square)                                                              | 33 m 108 ft      | 42 m 138 ft        |
| Venezuela                                         | Pico Bolívar                                                     | 4978 m 16.332 ft   | Lagunillas Municipality, Zulia                                                                               | −12 m −39 ft     | 4990 m 16.371 ft   |
| Việt Nam                                          | Fansipan (Fansipan)                                              | 3143 m 10.312 ft   | Biển Đông Vịnh Thái Lan                                                                                      | Mực nước biển    | 3143 m 10.312 ft   |
| Quần đảo Virgin (Anh)                             | Núi Sage ở Tortola                                               | 521 m 1.709 ft     | Biển Caribe                                                                                                  | Mực nước biển    | 521 m 1.709 ft     |
| Quần đảo Virgin (Mỹ)                              | Crown Mountain ở Saint Thomas                                    | 474 m 1.555 ft     | Biển Caribe                                                                                                  | Mực nước biển    | 474 m 1.555 ft     |
| Wallis và Futuna                                  | Mont Puke ở Futuna                                               | 524 m 1.719 ft     | Nam Thái Bình Dương                                                                                          | Mực nước biển    | 524 m 1.719 ft     |
| Yemen                                             | Jabal an Nabi Shu'ayb                                            | 3666 m 12.028 ft   | Biển Ả Rập                                                                                                   | Mực nước biển    | 3666 m 12.028 ft   |
| Zambia                                            | Mafinga Central                                                  | 2329 m 7.641 ft    | Zambezi | 329 m 1.079 ft   | 2000 m 6.562 ft    |
| Zimbabwe                                          | Núi Nyangani                                                     | 2592 m 8.504 ft    | confluence của Sông Runde và Sông Save                                                                       | 162 m 531 ft     | 2430 m 7.972 ft    |